# Grenze zwischen Brasilien und Suriname
Die Grenze zwischen Brasilien und Suriname (ehemals die Grenze zwischen Brasilien und den Niederlanden) ist die Staatsgrenze zwischen Brasilien und Suriname. Sie ist 593 Kilometer lang. An der Grenze liegt der surinamische Distrikt Sipaliwini sowie die brasilianischen Bundesstaaten Pará und Amapá. Die Grenze liegt durchgehend im  Amazonas-Regenwald. Es gibt hier keine Grenzübergänge oder Straßen, die beide Länder verbinden. Im Grenzgebiet lebt das Volk der Tiriyo.

## Geschichte
Frühe koloniale Außenposten in Südamerika, insbesondere in den Guyanas, waren größtenteils auf die Küste und Flüsse beschränkt. Aufgrund der spärlichen Erkundung des Gebiets fand eine Grenzziehung erst 1906 statt, als Suriname noch eine niederländische Kolonie war. 1938 wurde die heutige Grenze festgelegt. 1975 wurde Suriname unabhängig. Seitdem gab es keine nennenswerten Änderungen.